# Daniel Berg Hestad
Daniel Berg Hestad (Molde, Noruega, 30 de junio de 1975) es un futbolista noruego que actualmente juega como mediocampista central para el Molde FK de la Tippeligaen noruega. Ha sido jugador del Molde por casi la totalidad de su carrera, habiendo ganado con el club un título de la liga y dos copas.

## Trayectoria
Hestad debutó con el Molde en 1993 y desde entonces ha jugado para el club noruego, salvo dos temporadas que pasó en los Países Bajos jugando para el SC Heerenveen.
Con más de 600 partidos jugados con el Molde es el jugador más veterano del club y el segundo que ha jugado más partidos en toda la Tippeligaen, detrás de Roar Strand.

## Con la selección de Noruega
Hestad jugó con la selección mayor de Noruega en 8 ocasiones, entre 1998 y 2003. También fue un miembro regular de las selecciones juveniles, resaltando su participación con la selección sub-21 de su país que logró el tercer lugar en el Campeonato Sub-21 de la UEFA de 1998.